# Heloísa Roese
Heloísa Roese (Novo Hamburgo, 14 de outubro de 1956) é ex-voleibolista brasileira.

## Carreira
Inicia sua trajetória no voleibol em Novo Hamburgo na posição de oposta e aos 14 anos migra para Porto Alegre onde atuou pelas equipes do Grêmio Náutico União e Grêmio Porto-Alegrense; defendendo a Seleção do Rio Grande do Sul. Em 1977, mudou-se ao Rio de Janeiro e  defendendo o CR Flamengo conquistou seu primeiro título de Campeonato Brasileiro e mais tarde transfere-se para o rival Fluminense FC e conquista seu bicampeonato Brasileiro, integrou também a Seleção do Rio de Janeiro. Seguiu sua carreira em São Paulo, jogando pelo Bradesco(1985) e consegue seu Tri-campeonato Brasileiro, mais tarde atua pela equipe da Supergasbras.
Serviu durante 13 anos a Seleção Brasileira Feminina de Voleibol contribuindo bastante nos melhores resultados da primeira equipe profissional em campeonatos importantes, como os Campeonato Mundial de Voleibol Feminino de 1978 (Lenigrado, ex-URSS) ficando em 7º Lugar e o Campeonato Mundial de Voleibol Feminino de 1982 (Lima, Peru) atingindo o 8º Lugar, o Torneio Pré-Olímpico da Bulgária (1979), Mundialito de 1982 e vence pela primeira vez a campeã olímpica ex-URSS, conquistando a medalha de prata; No Pan de Porto Rico de 1979 e Pan de Caracas 1983, em ambos conquistou a medalha de bronze, configurando suas melhores marcas internacionais; participou  também nas Copa do Mundo de Voleibol Feminino (Uruguai-1973), Feminino de 1981|Copa do Mundo do Japão]]e (Japão- 1981 e 1985) e disputou apenas da Olimpíada de Los Angelesde 1984, na qual foi capitã.
Em 1985 foi a única atleta brasileira a participar da Seleção do Mundo na China no selecionado All Stars. Em 1988 transferiu-se para o voleibol italiano, na jornada esportiva de 1993-94 atuou pelo  time peruano  do Club Alianza Lima na conquista do vice-campeonato da Copa Sul-Americana de Clubes Campeões que foi realizado em Medellín
Depois atuou pelo BCN/Guarujá,  e foi campeã do Campeonato Paulista de 1994, além dos títulos da Copa Brasil de Clubes e da Copa Sul de Clubes, disputou o Campeonato Mundial de Clubes de 1994, realizado em São Paulo, edição na qual conquistou a medalha de bronze E disputou a primeira edição da Superliga Brasileira A 1994-95, alcançando o vice-campeonato
Em 1995, defendeu a equipe do BCN/Guarujá. Formou-se em Educação Física pela Faculdade Gama Filho, trabalhou como técnica no Flamengo e hoje dedica-se a um projeto ligado ao voleibol em Novo Hamburgo (RS) e é como coordenadora técnica da parceria VivaVôlei/On Line, que atende a mais de 1600 crianças. Trabalhou em projetos sociais na Favela da Rocinha (Rio de Janeiro) e no Sul do Brasil.

## Títulos e resultados
- Copa Sul-Americana de Clubes Campeões:1994[8]
- Superliga Brasileira A:1994-95[13]
- Copa Sul: 1994[10]
- Copa Brasil: 1994[10]
- Campeonato Paulista:1994[9]

### Premiações individuais
- 1975 - Melhor jogadora do Campeonato Brasileiro Juvenil[16]
- 1976 - Melhor jogadora do Campeonato Gaúcho[2]
- 1981 - Melhor jogadora do Campeonato Brasileiro Adulto[2]

### Estaduais
- 1983- Campeã Carioca atuando pelo Fluminense[17]

### Campeonato Brasileiro
- 1977- Campeã Flamengo, (Rio de Janeiro  Brasil)[18]
- 1983- Campeã Fluminense(Rio de Janeiro  Brasil)[16]

### Jogos Pan-americanos
- 1979- Medalha de Bronze (Caguas, San Juan  Porto Rico)[19]

### Campeonato Mundial de Voleibol
- 1974- 15º Lugar(Guadajara,  México)[20]
- 1978- 7º Lugar(Leningrad,  Rússia)[21]
- 1982- 8º Lugar (Lima,  Peru)[22]

### Torneio Pré-Olímpico
- 1980- 3º Lugar (Pazardjik,  Bulgária)[23]

### Copas do Mundo de Voleibol Feminino
- 1973-9º Lugar( Montivideu,  Uruguai)[24]
- 1981- 8º Lugar , ( Tóquio,  Japão)[25]
- 1985- 6º Lugar , ( Tóquio,  Japão)[26]